# Nils Horner
Nils Georg Anthony Horner (* 5. Dezember 1962 in Borås, Schweden; † 11. März 2014 in Kabul, Afghanistan) war ein schwedisch-britischer Journalist und Kriegsreporter.

## Leben
Horner wurde als Sohn eines schwedischen Kunstlehrers und einer Britin geboren. Er besaß beide Staatsangehörigkeiten. Nach abgeschlossenem Journalismus-Studium war er in den 1980er Jahren bei der Lokalzeitung Borås Tidning tätig. Seit 1991 arbeitete er als freier Journalist in New York City, bevor er 2001 Auslandskorrespondent beim schwedischen Hörfunk wurde. Er war leitender Journalist des Auslandsstudios in Neu-Delhi und berichtete hauptsächlich aus Asien und dem Nahen Osten. Im Jahr 2001 wurde er für seine journalistische Tätigkeit mit dem Marcus Ölanderpriset ausgezeichnet.
Horner wurde am 11. März 2014 in der afghanischen Hauptstadt Kabul auf offener Straße erschossen. Laut der Vorsitzenden des Sveriges Radio war er einer der „allerbesten und erfahrensten Korrespondenten“ der öffentlich-rechtlichen Sendergruppe. Einen Tag nach dem Mordanschlag bekannte sich die Islamistengruppe „Afghanistan’s Islamic Movement Fidai Mohaz“ (Fidai-e Mahaz) zu der Tat. Die Täter behaupteten in ihrem Bekennerschreiben, dass Horner ein Spion des britischen Geheimdienstes MI6 gewesen sei.

## Auszeichnungen
- 2001: Marcus Ölanderpriset des öffentlich-rechtlichen schwedischen Rundfunks